# 梁朝偉
梁朝偉（英語：Tony Leung Chiu-wai，1962年6月27日—），香港男演員、歌手，6次獲頒香港電影金像獎最佳男主角，3次獲頒台灣金馬獎最佳男主角，是獲此兩項榮譽最多的演員，並獲頒1次中國電影金雞獎最佳男主角，是首位集合中港台三大頒獎禮最佳男主角的演員。他亦曾獲威尼斯电影节终身成就金獅奖、坎城影展最佳男演員獎、亞洲電影大獎最佳男主角等奬項，並被「威尼斯影展」大會形容為當代最具影響力的亞洲演員；2024年11月23日獲香港科技大學頒授榮譽博士。

## 生平

### 出道
由於早年父母離異，梁朝偉及妹妹都由母親獨自撫養成人。父母的離異给梁朝偉留下童年的陰影。梁朝偉早年在美孚新邨居住，就讀地利亞英文小學及地利亞修女紀念學校（百老匯）。1977年讀至15歲時輟學。當過報童和電器推銷員等。在他的好友周星馳鼓勵下於1981年報考無綫電視藝員訓練班，1982年畢業後成為無綫電視的一名電視演員。
當時的我還在賣家用電器，生活無風無浪。那時候我對未來唯一的設想就是，如果沒有意外的話，大概會最終升職到銷售經理吧。
這樣其實也沒什麼不好，但偶爾會覺得，這似乎不是我想要的生活，至於我到底要什麼，那時候的我並不知道。
多虧一位老友，那段時間一直給我洗腦，每天給我畫各種光怪陸離的藍圖，勸我放棄工作和他一起去考藝員訓練班。我最後被他說服，於是邁出了那一步。我很感謝那位老友，但我媽當時很生氣，因為她覺得這個叫周星馳的傢伙害她兒子辭掉了穩定的工作，去上什麼前途未卜的培訓班，我至今都記得她當時對我說的那句話：“衰仔！一塊錢我都不會給你！”——梁朝偉，"聽見流星的聲音" (2015) 

### 影劇事業
梁朝偉一開始主持兒童節目《430穿梭機》，第一部正式演出的劇集為《香城浪子》，並於該劇開始受到矚目。1984年透過《鹿鼎記》中韋小寶一角讓他一片成名。隨後《新紮師兄》系列電視連續劇逐漸讓他成為一綫當紅小生，在1980年代與劉德華、黃日華、苗僑偉、湯鎮業 有「無綫五虎將」之稱號。1990年離開無綫電視，正式投身電影圈發展。
梁朝偉在無綫期間就已經出演過多部電影；他第一部主演的影片是1985年的《青春差館》。随后演出了爾冬陞的《癫佬正傳》（1986）和關錦鵬的《地下情》（1986），均受到肯定；後者更使他首獲香港電影金像獎最佳男主角提名。1987年，梁朝偉參演爾冬陞的《人民英雄》獲第七屆香港電影金像獎最佳男配角獎。1989年他憑譚家明的《殺手蝴蝶夢》再度獲頒香港電影金像獎最佳男配角獎；同年赴台參演侯孝賢的《悲情城市》，本片獲威尼斯國際影展金獅獎。
1992年和导演吴宇森合作电影《辣手神探》，在片中饰演一名内心矛盾的悲情卧底阿浪。次年梁朝伟因在该片的戏份很重，拒绝香港电影金像奖再次提名他为“最佳男配角”。
梁朝偉早期的作品，演出的喜劇片多於文藝片，而且主演的電影大多票房不佳，直至1993年上映的《射雕英雄傳之東成西就》梁朝偉才擁有第一部票房過港幣二千萬的領銜主演電影，但該片是明星陣容豪華的群像電影。自90年代開始，梁朝偉拍攝多部王家衛的電影，分別出演《重慶森林》（1994）中一名孤獨巡警，《東邪西毒》（1994）中一名盲劍客，《春光乍洩》（1997）中與張國榮合作，飾演同志情侶。梁朝偉憑《重慶森林》首次获得了香港电影金像奖和台湾电影金马奖最佳男主角。《春光乍洩》在戛纳电影节，仅因一票之差输给西恩·潘，错失当年的戛纳最佳男演员奖。1998年因该片获得香港电影金像奖最佳男主角和香港电影金紫荆奖最佳男主角。2000年，梁朝伟終憑《花樣年華》獲得法國戛纳电影节最佳男演員獎。
1995年梁朝偉與法籍越南導演陳英雄合作，在電影《三輪車伕》中飾演黑道詩人，本片獲威尼斯影展金獅獎。
1998年梁朝偉唯一一次與銀河映像合作，拍攝電影《暗花》。同年再次參演侯孝賢的電影《海上花》，該片入選戛納電影節正式競賽單元。
2002年梁朝偉在張藝謀執導的武俠電影《英雄》（2002）中飾演一名刺客殘劍，該片提名第75届奥斯卡最佳外語片。同年，他在《無間道》中飾演一名潛伏在黑幫的臥底警察陳永仁，與劉德華（劉建明）有對手戲。他凭借在《无间道》中的出色演出，再次获得了香港电影金像奖最佳男主角和台湾电影金马奖最佳男主角。
2004年他再度與王家衛合作《2046》，並五度獲得香港電影金像獎最佳男主角，成為獲得金像獎影帝次數最多的演員。同年赴戛納影展。
2007年，梁朝偉首度與導演李安合作，在改編自張愛玲小說的電影《色，戒》中飾演性格冷酷的特務頭子「易先生」，在演技上有重大突破，凭借此片，他第三度获得台湾电影金马奖最佳男主角。《色，戒》也是梁朝偉作品中第三部獲得威尼斯影展金獅獎的電影。
2008年再度與吳宇森合作，在《赤壁》中飾演周瑜。之后，梁朝偉出演王家衛執導的《一代宗師》（2013）。
2014年，出任柏林影展評審。
2015年6月8日梁朝偉獲法國文化及通訊部頒發法國藝術與文學軍官勳章，以表彰他在電影藝術領域的傑出成就，他是香港第一位獲頒發該勳章的演員。
2018年11月10日，梁朝伟在上海出席《尚流Tatler Ball 2018》，获大会颁发“亚洲卓别林电影人士艺术成就奖”，并从喜剧大师查理·卓别林的孙女绮拉卓别林手上接获奖座。他亦是首位获此奖的亚洲电影人。
2019年7月20日漫威影業在聖地牙哥動漫展宣佈，梁朝偉將會在《尚氣與十環幫傳奇》 飾演反派「徐文武」，也是首位主演漫威電影宇宙的華語影星。此次梁朝偉「好萊塢出道」的片酬高達6000萬港幣（約新台幣2.13億），僅次於凱特布蘭琪的1250萬美元（約新台幣3.4億）。
2021年，梁朝偉相繼18年後再次與《無間道系列》編劇莊文強和劉德華合作，出演電影《金手指》， 於2023年12月上映。
2022年，釜山國際電影節中舉行梁朝偉作品展「梁朝偉的花樣年華」（In the Mood for Tony Leung），播放《射鵰英雄傳之東成西就》、《春光乍洩》、《暗花》、《花樣年華》、《無間道》和《2046》等六部由梁朝偉親自挑選的電影。
2023年，梁朝伟在第80届威尼斯影展获颁终身成就金狮奖，是第三位獲得此獎的華人，並成为首位获得此殊荣的华人演员。此獎是由與他合作《色戒》的導演李安擔任引言人頒發給他。同年，憑藉《無名》獲得第36屆中國電影金雞獎最佳男主角，成為華語影壇第一位實現金像獎、金馬獎、金雞獎大滿貫的男演員。
2024年他與莊文強合作《金手指》，並六度獲得香港電影金像獎最佳男主角，刷新了五次得獎的紀錄。
梁朝伟他预告将会拍电影，他会演出兼监制

## 評價
- 李安：

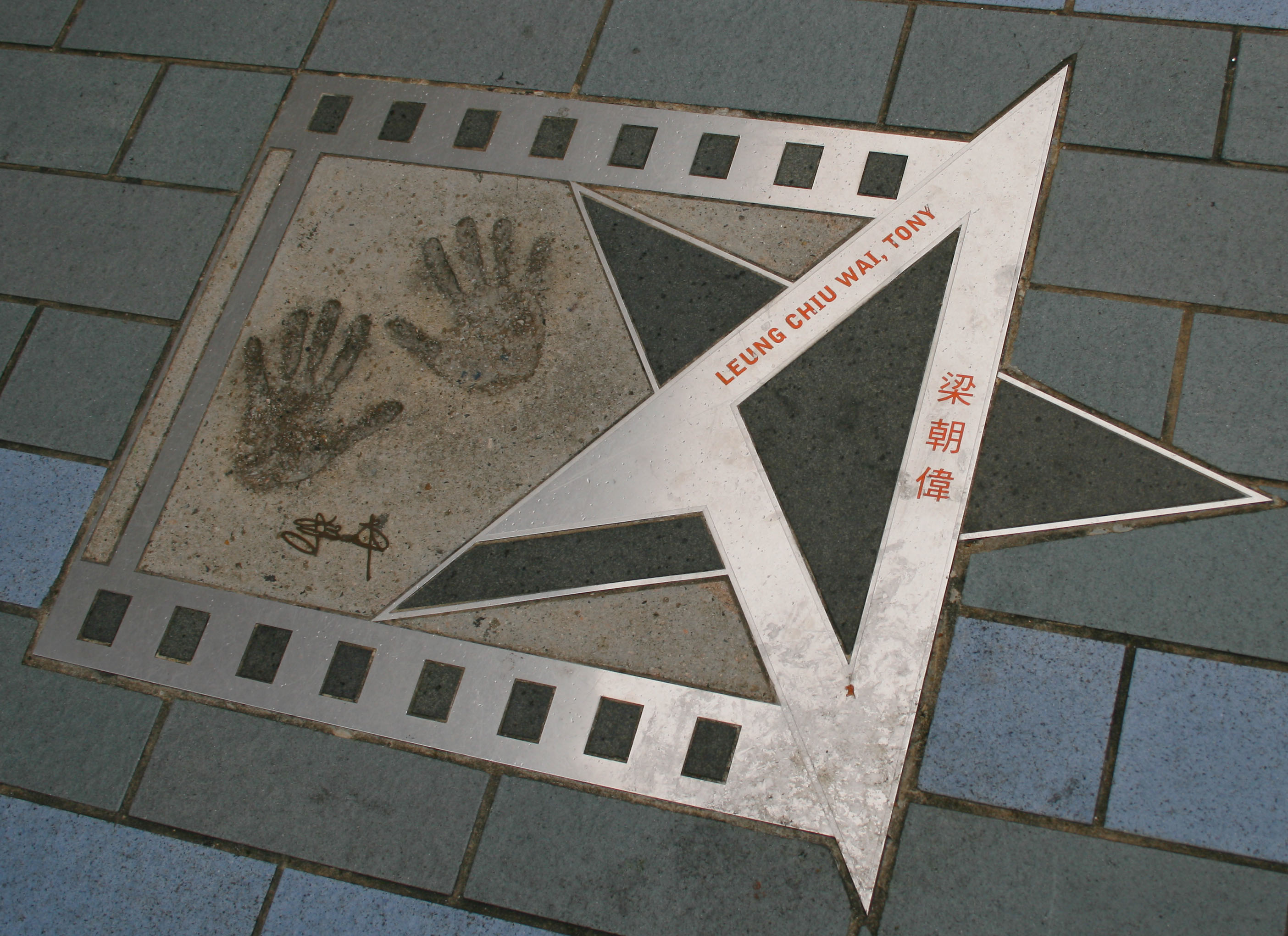
香港星光大道上的梁朝偉手印。

  - 我覺得他很早以前就是天才演員，然後就越來越好。我剛剛講，他好像是一個導演的夢想，你覺得夢想中的演員應該怎麼樣，他就是這樣的。不只是演技好，而且他會替你設想，非常幫忙，甚至在我情緒低潮的時候，他還會給我鼓勵。沒有話講，他比我想像的還要好很多。相見恨晚，實際上我是很早就認識他（笑）。演戲拍戲是有緣分的，我真的是很想和他合作，已經晚了，不想更晚，所以一定爭取他演出[21]。
  - 李安在第80屆威尼斯影展擔任終身成就金獅獎引言人時說道：他是一個導演的夢想，他的眼裡有能夠撼動人心的東西，這不只是指他的眼睛和他的演技，而是從他的眼睛能夠看到閃耀的靈魂。他的一眼，表達的東西勝過許多演員的大段獨白[22][23]。
- 梁朝偉拍戲的特色是一雙憂鬱滄桑且深邃迷人的眼睛，被香港傳媒稱之為「電眼」，亦因而使不少影迷為他著迷。電影《傷城》（2006）導演曾要求梁朝偉戴上眼鏡以讓觀眾能夠專注他的演技，讓觀眾知道梁朝偉不是只懂得用眼睛來演戲的，然而即使戴上眼鏡的梁朝偉，雙眼依然是充滿了滄桑。導演王家衛更曾說過，梁朝偉無需語言，靠眼睛便能傳達一切。[24]
- 爾冬陞：
  - 很多人喜歡拱鼻子啊，嘴啊那種，其實應該用眼睛。你看最好的演員，他其實甚至他不動，他眼神很平靜，整個氣氛都令你感到那個情緒是什麼。這種演員是最難得的，我在香港我認為最厲害的是梁朝偉[25]。
  - 梁朝偉，他坐在那裡，用靜態的身體語言就能演出沮喪，傷感，悲哀等差別很細微的情緒。你讓他演哭要說清楚是哪種哭，不然會翻臉的，厲害的演員會有一百種哭法[26]。
- 王家衛在《一代宗師》首映禮上開玩笑把梁朝偉比作豆腐，稱其“仔細、方正，演戲可葷可素，裡子面子俱佳。”[27]
- 侯孝賢評價，“梁朝偉的外表很平靜，內裡卻很暴烈”；陳英雄也這樣形容：梁朝偉有一種“虛弱”的特質，就像“水”一般，遠望過去蒼白而虛弱，卻潛藏著震撼人心的力量[28]。

## 感情

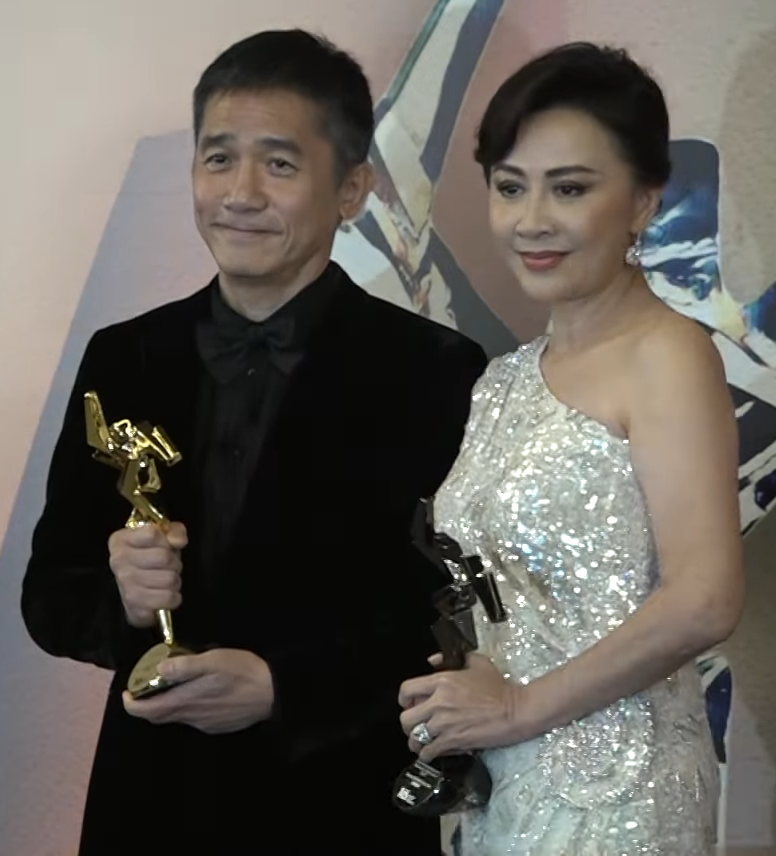
2023年，梁朝偉與太太劉嘉玲於第十六屆亞洲電影大獎頒獎典禮。

梁朝伟在無綫電視期間曾與曾華倩交往6年，期間三離三合，最终在1988年徹底分手。在1986年拍倚天屠龍記時也曾與黎美嫻交往。1989年，梁朝偉與劉嘉玲因合作舞台劇《花心大丈夫》开始交往。2008年7月21日，兩人在不丹舉行婚禮。
梁朝伟熱愛運動，經常挑戰新事物，如跳傘、滑水、滑浪等。

## 事件

### 拒领男配角
1992年梁朝伟和吴宇森合作的《辣手神探》由香港电影金像奖再次提名最佳男配角，梁朝伟认为从出场篇幅及剧情表现上自己都应该是男主角，因而提出拒绝了提名资格，而此举得到了同剧的周润发、吴宇森，以及杜琪峰、刘嘉玲等多位圈内人士的支持，也间接促进了金像奖提名制度的改革，此后主角和配角均改为由剧组报名準备。

### 「六四」发言
2002年，梁朝偉宣傳電影《英雄》期间，接受香港英文雜誌《B International》采访，提到片中刺客沒有刺殺秦始皇，是因為他渴望和平，不想天下大亂。梁朝伟借古喻今，由此談到對「六四」事件的看法：「在六四事件期間，我沒有參加任何示威遊行，因為中國政府的行徑是正確的，維護穩定對每個人都有好處。」该言论引发香港嘩然。梁朝偉隨後稱被雜誌斷章取義，《B International》否認斷章取義。梁朝偉在《英雄》首映禮時再次為「六四」言論辯解称：「我只不過是一個演員，興趣是演戲，不搞政治，日前我只是針對『殘劍』這個角色的看法，去回答人家的問題，並不代表我個人的意見，報導也不是我當初的意思，會造成此次誤會我覺得好遺憾！《英雄》台前幕後工作人員，花了好多心思拍這部電影，其他人怎麼看梁朝偉，我不介意，但希望大家別將這事情複雜化，也不希望影響到觀眾看電影的心情，否則對張藝謀以及其他人不公平。希望這件事到此為止，我不想將這件事複雜化，我以後也不想再講了！」

### 被指加租逼走黃色經濟圈食店
於2020年期間，有業主指控梁朝偉將其北帝街擁有的物業舖位加租20%，而該舖位近年店舖租予黃色經濟圈食店「天園餃子」。食店負責人指除了加租外，還有其他嚴苛條款，因此決定另覓新舖。有網友質疑梁朝偉是否打算在國安法立法前自保而逼走黃店，亦有網民表示不理是否針對黃店，梁朝偉都不應該逆市加租。
梁朝偉妻子兼經理人劉嘉玲則回應指梁朝偉不在香港，物業交由專人處理，又透露租金5年沒有加過，於疫情期間更曾減了三個月50%租金。此外，劉嘉玲指出曾收到大公司提出5萬元租金叫價租舖，不過梁朝偉體諒租客是兩公婆努力經營生意，為此推掉大公司。她指該舖附近受惠於屯馬線開通，租金有升值潛力，同時反駁加租20％的說法，說以新約第一年租金46,000元計，第二年48,000元，即只加了9.5%，故此並不存在加租20%之說。

## 演出作品

### 電視劇 （無綫電視）
| 年份   | 劇名                     | 角色                 | 合作演員                                                       |
| ------ | ------------------------ | -------------------- | -------------------------------------------------------------- |
| 1982年 | 天龍八部之虛竹傳奇       | 少林僧(跑龍套)       | -                                                              |
| 1982年 | 蘇乞兒                   | -                    | -                                                              |
| 1982年 | 經理後生                 | -                    | -                                                              |
| 1982年 | 香港八二                 | -                    | -                                                              |
| 1982年 | 活力十一                 | -                    | -                                                              |
| 1982年 | 荊途                     | 婚禮攝影師（第30集） | -                                                              |
| 1982年 | 雙面人                   | 士兵                 | -                                                              |
| 1982年 | 香城浪子                 | 應子謙               | 黃日華、湯鎮業、莊靜而                                         |
| 1982年 | 獵鷹                     | 王文昇               | 劉德華、陳敏兒、葉德嫻                                         |
| 1983年 | 天降財神                 | 郭克松               | 周潤發、陳敏兒、莊靜而                                         |
| 1983年 | 再見十九歲               | 馬天佑               | 謝賢、李司棋、盧敏儀、曾慶瑜                                   |
| 1983年 | 北斗雙雄                 | 江浩文               | 周潤發、陳秀珠、任達華、周星馳、歐陽震華、劉兆銘               |
| 1983年 | 鬼咁夠運                 | 方振寧               | 周秀蘭                                                         |
| 1983年 | 臨歧：歧途（港台單元劇） | -                    |                                                                |
| 1984年 | 再版人                   | 張嘉偉/ 蔣嘉偉       | 任達華、劉嘉玲                                                 |
| 1984年 | 鹿鼎記                   | 韋小寶               | 劉德華、劉嘉玲、吴君如、商天娥、毛舜筠、景黛音、周秀蘭、黃愷欣 |
| 1984年 | 家有嬌妻                 | 尤家祺               | 呂良偉、鄭裕玲、藍潔瑛                                         |
| 1984年 | 新紮師兄                 | 張偉杰               | 張曼玉、劉嘉玲、劉青雲、關禮傑、呂方、蘇杏璇                   |
| 1984年 | 我對青春無悔 (單元劇)    | Franke               | 曾慶瑜、吳孟達、王書麒                                         |
| 1985年 | 挑戰                     | 周劍虹               | 翁美玲、呂良偉、陳敏兒                                         |
| 1985年 | 楊家將                   | 楊七郎               | 劉德華、黃日華、湯鎮業、苗僑偉、曾華倩、劉嘉玲                 |
| 1985年 | 新紮師兄續集             | 張偉杰               | 周潤發、曾華倩、劉嘉玲、任達華                                 |
| 1986年 | 倚天屠龍記               | 張無忌               | 鄭裕玲、任達華、黎美嫻、鄧萃雯、邵美琪、曾江                   |
| 1987年 | 大運河                   | 虬髯客（張三郎）     | 陳玉蓮、黃日華、劉青雲、吳啟華、曾華倩、欧瑞伟、王绮琴         |
| 1987年 | 新紮師兄1988             | 張偉杰               | 高雄、曾華倩、萃雯、邱淑貞、林嘉華                             |
| 1987年 | 季節                     | 三弟Jacky (客串)     | 朱瑞棠、邓碧云、罗兰                                           |
| 1988年 | 大都會                   | 凌家業（客串）       | 黎美嫻                                                         |
| 1988年 | 都市方程式               | 林明俊（客串）       | -                                                              |
| 1988年 | 絕代雙驕                 | 江小魚（小魚儿）     | 吳岱融、苗僑偉、謝寧、黎美嫻                                   |
| 1989年 | 俠客行                   | 石中玉/ 石破天       | 鄧萃雯                                                         |

### 電視電影
| 年份   | 劇名                                                      | 角色 |
| ------ | --------------------------------------------------------- | ---- |
| 1990年 | 特警90 III 之 明日天涯 The Iron Butteryfly III - Tomorrow | 林健 |

### 短片
| 年份   | 劇名                     | 角色         |
| ------ | ------------------------ | ------------ |
| 2023年 | 《社交恐懼癌》(MV劇場版) | 梁先生(鎖匠) |

### 電影
| 年份 | 片 名                                                 | 角 色            | 香港票房（港元） | 導 演                     | 合 作 演 員                                                                  |
| ---- | ----------------------------------------------------- | ---------------- | ---------------- | ------------------------- | ---------------------------------------------------------------------------- |
| 1983 | 《瘋狂83》                                            |                  | HK$5,301,780     | 楚原                      | 颜国梁、罗君左、梁碧玲、梅艳芳、陈文义、冯淬帆                               |
| 1985 | 《青春差館》                                          | 梁小寶           | HK$6,581,002     | 邱家雄                    | 梅艷芳、曾華倩、呂方、吳家麗、張衛健、戴蘊慧、林立三                         |
| 1985 | 《花心紅杏》                                          | 新紥師兄         | HK$7,632,925     | 楚原                      | 鍾楚紅、夏文汐                                                               |
| 1986 | 《癲佬正傳》                                          | 狗仔             | HK$9,350,070     | 爾冬陞                    | 馮粹帆、葉德嫻、周潤發、秦沛、黎宣、岑建勳、陳國新、馬斯晨、盧雄             |
| 1986 | 《地下情》                                            | 张树海           | HK$5,088,061     | 關錦鵬                    | 周潤發、溫碧霞、金燕玲、蔡琴                                                 |
| 1987 | 《人民英雄》                                          | 阿細             | HK$3,983,421     | 爾冬陞                    | 狄龍、秦沛、梁家輝                                                           |
| 1987 | 《開心快活人》                                        | 阿偉             | HK$3,983,421     | 李添勝                    | 藍潔瑛、惠英紅                                                               |
| 1988 | 《鐵甲無敵瑪利亞》                                    | 莊自強           | HK$5,259,522     | 鐘志文                    | 徐克、葉蒨文、岑建勳                                                         |
| 1989 | 《殺手蝴蝶夢》                                        | 亞祥             | HK$3,118,677     | 譚家明                    | 鍾鎮濤、王祖賢                                                               |
| 1989 | 《悲情城市》                                          | 林文清           | HK$1,092,839     | 侯孝賢                    | 陈松勇、李天禄                                                               |
| 1989 | 《忠義群英》                                          | 王威武           | HK$6,657,952     | 唐基明                    | 郑少秋、洪金宝、张学友                                                       |
| 1990 | 《喋血街頭》                                          | 阿B              | HK$8,545,123     | 吳宇森                    | 張學友、李子雄、任達華、袁潔瑩、鮑起靜                                       |
| 1990 | 《阿飛正傳》                                          | 周慕雲           | HK$9,751,942     | 王家衛                    | 張國榮、劉德華、張曼玉、劉嘉玲、張學友                                       |
| 1991 | 《沙灘仔與周師奶》                                    | 沙灘仔           | HK$6,363,006     | 杜琪峰 戚其義             | 吳倩蓮 、吳孟達 、李子雄 、王天林                                            |
| 1991 | 《中環英雄》                                          | 張豪傑           | HK$13,402,221    | 邱禮濤                    | 劉德華、毛舜筠、袁潔瑩、黃秋生、陳惠敏                                       |
| 1991 | 《魔畫情》                                            | 漫畫家           | HK$1,937,025     | 黃泰來                    | 王祖賢、秦沛                                                                 |
| 1991 | 《千王1991》                                          | 蛇仔偉           | HK$4,333,406     | 于仁泰                    | 黄百鸣、任达华、葉子楣、泰迪羅賓、梁天                                       |
| 1991 | 《五虎將之決裂》                                      | 頭皮             | HK$11,399,717    | 曾志偉                    | 劉德華、湯鎮業、黃日華、苗僑偉                                               |
| 1991 | 《倩女幽魂III道道道》                                 | 小和尚十方       | HK$15,018,584    | 程小東                    | 王祖賢、張學友、利智                                                         |
| 1991 | 《豪門夜宴》                                          | 偉仔             | HK$21,921,687    | 徐克 張堅庭 高志森 張同祖 | 張學友、曾志偉                                                               |
| 1992 | 《辣手神探》                                          | 江浪             | HK$19,711,048    | 吳宇森                    | 周潤發、毛舜筠、陈欣健、黄秋生、關海山                                       |
| 1992 | 《亞飛與亞基》                                        | 童飛             | HK$9,883,635     | 柯受良                    | 張學友、湯鎮業、袁詠儀                                                       |
| 1992 | 《踢到寶》                                            | 亞偉             | HK$1,839,374     | 杜琪峰                    | 鄭則仕、黃秋生、桑妮                                                         |
| 1992 | 《哥哥的情人》                                        | 阿偉             | HK$4,096,035     | 劉國昌                    | 吳倩蓮、陳少霞、葉玉卿                                                       |
| 1993 | 《新流星蝴蝶劍》                                      | 孟星魂           | HK$9,167,960     | 朱延平                    | 王祖賢、楊紫瓊                                                               |
| 1993 | 《射鵰英雄傳之東成西就》                              | 歐陽峰           | HK$23,463,120    | 劉鎮偉                    | 梁家輝、林青霞、張學友、王祖賢、張國榮、劉嘉玲、鐘鎮濤、葉玉卿、張曼玉       |
| 1993 | 《風塵三俠》                                          | 陳大文           | HK$18,812,349    | 陳可辛 李志毅             | 梁家輝、鄭丹瑞、柏安妮、朱茵、劉錦玲、袁詠儀                                 |
| 1993 | 《反斗馬騮》                                          | 苗偉民           | HK$6,878,943     | 曾志偉                    | 劉德華、袁洁莹                                                               |
| 1993 | 《正牌韋小寶之奉旨溝女》                              | 韋小寶           | HK$10,348,980    | 柯受良                    | 葉玉卿、張衛健、吳雪雯、湯鎮業                                               |
| 1993 | 《異域之末路英雄》                                    | 范龍             | HK$3,109,367     | 朱延平                    | 庹宗華、吳孟達、關之琳、林志颖                                               |
| 1993 | 《新仙鶴神針》                                        | 馬君武           | HK$8,175,464     | 陳木勝                    | 梅艷芳、關之琳、劉松仁                                                       |
| 1993 | 《情人知己》                                          | 林大志           | HK$3,940,791     | 陳德森                    | 羅美薇、袁詠儀                                                               |
| 1993 | 《新難兄難弟》                                        | 楚原             | HK$21,369,249    | 陳可辛 李志毅             | 袁詠儀、梁家輝、劉嘉玲、周嘉玲                                               |
| 1994 | 《神龍賭聖之旗開得勝》 （台譯：至尊賭皇之千王爭霸戰） | 沙三少           | HK$14,094,286    | 彭綺華                    | 梁家輝、曾志偉、鄭伊健、吳君如                                               |
| 1994 | 《重慶森林》                                          | 警員663          | HK$7,678,549     | 王家衛                    | 王菲、林青霞、金城武、周嘉玲                                                 |
| 1994 | 《等著你回來》                                        | 沖               | HK$6,001,580     | 張之亮                    | 吳倩蓮                                                                       |
| 1994 | 《東邪西毒》                                          | 盲武士           | HK$9,023,583     | 王家衛                    | 張國榮、張學友、林青霞、張曼玉、梁家輝、楊采妮、劉嘉玲                       |
| 1995 | 《流氓醫生》                                          | 劉文             | HK$16,812,931    | 李志毅                    | 钟丽缇、梁咏琪、刘青云                                                       |
| 1995 | 《救世神棍》                                          | 黃大鳳           | HK$10,215,100    | 李志毅                    | 莫文蔚、陈小春                                                               |
| 1995 | 《三輪車伕》                                          | 黑幫老大「詩人」 | HK$113,197       | 陳英雄                    | 黎文禄                                                                       |
| 1995 | 《偷偷愛你》                                          | Wing             | HK$4,187,355     | 譚朗昌                    | 邱淑貞、葛民辉                                                               |
| 1996 | 《洪興仔之江湖大風暴》                                | 洪飛             | HK$12,028,273    | 邱禮濤                    | 李若彤、陈小春、吳志雄                                                       |
| 1997 | 《最佳拍檔之醉街拍檔》                                | 醉槍             | HK$10,759,325    | 錢嘉樂                    | 譚詠麟、鍾麗緹                                                               |
| 1997 | 《春光乍洩》                                          | 黎耀輝           | HK$8,600,141     | 王家衛                    | 張國榮、張震                                                                 |
| 1997 | 《黑獄斷腸歌之砌生豬肉》                              | 程安             | HK$6,514,110     | 鄧衍成                    | 吴孟达、張文慈、吳志雄、李兆基、程東、林國斌、吳毅將、徐錦江、 宋本中、 黎宣 |
| 1998 | 《暗花》                                              | 司警阿琛         | HK$9,562,090     | 游達志                    | 刘青云、邵美琪、王天林、鄭浩南、方剛                                         |
| 1998 | 《海上花》                                            | 王蓮生           | HK$837,370       | 侯孝賢                    | 李嘉欣、刘嘉玲                                                               |
| 1998 | 《超時空要愛》                                        | 劉一路           | HK$539,020       | 黎大煒                    | 李绮红                                                                       |
| 1998 | 《每天愛您8小時》                                     | 張叔偉           | HK$6,440,920     | 阮世生                    | 徐若瑄、蔡少芬、方中信                                                       |
| 1999 | 《玻璃樽》                                            | 呂拔萃           | HK$27,547,639    | 谷德昭                    | 成龍、舒淇                                                                   |
| 2000 | 《東京攻略》                                          | 林貴仁           | HK$28,187,905    | 馬楚成                    | 鄭伊健、陳慧琳、張柏芝                                                       |
| 2000 | 《花樣年華》                                          | 周慕雲           | HK$8,663,227     | 王家衛                    | 張曼玉                                                                       |
| 2000 | 《俠骨仁心》                                          | Lawrence         | HK$15,527,789    | 鄧特希                    | 李嘉欣                                                                       |
| 2001 | 《同居蜜友》                                          | 蔣通菜           | HK$18,229,094    | 馬偉豪                    | 鄭秀文、周麗淇、 李楓                                                        |
| 2001 | 《有情飲水飽》                                        | Richard          | HK$4,672,611     | 王晶                      | 舒淇、林家棟、麥家琪、黃一飛                                                 |
| 2001 | 《貓狗鬥一番》                                        | 邦邦             | HK$9,720,548     |                           | 配音                                                                         |
| 2002 | 《天下無雙》                                          | 李一龍           | HK$13,051,225    | 劉鎮偉                    | 王菲、張震、趙薇                                                             |
| 2002 | 《無間道》                                            | 陳永仁           | HK$55,057,176    | 劉偉強 麥兆輝             | 劉德華、黃秋生、曾志偉、杜汶澤、林家棟                                       |
| 2002 | 《英雄》                                              | 殘劍             | HK$26,671,003    | 張藝謀                    | 李連杰、張曼玉、章子怡                                                       |
| 2003 | 《行運超人》                                          | 賴料布           | HK$24,961,198    | 谷德昭                    | 楊千嬅、鄭中基                                                               |
| 2003 | 《1:99電影行動－2003春天...的回憶》                   | 義演             | 免費             | 陳可辛                    | 原麗淇、杜可風、張堅庭、杜汶澤、田蕊妮、吳君如、黃貫中、張同祖               |
| 2003 | 《無間道III終極無間》                                 | 陳永仁           | HK$30,225,661    | 劉偉強 麥兆輝             | 劉德華、黎明、曾志偉、杜汶澤、陳慧琳、陳道明                                 |
| 2003 | 《地下鐵》                                            | 何旭明           | HK$14,202,449    | 馬偉豪                    | 楊千嬅、張震                                                                 |
| 2003 | 《仙巴之七海遊蹤》                                    | 辛巴達           | HK$1,921,983     |                           | 配音                                                                         |
| 2004 | 《2046》                                              | 周慕雲           | HK$6,147,095     | 王家衛                    | 章子怡、木村拓哉、王菲、張震、劉嘉玲、張曼玉、鞏俐                           |
| 2004 | 《我要做Model》                                       | 客串             | HK$13,176,478    | 谷德昭                    | 鄭中基                                                                       |
| 2005 | 《韓城攻略》                                          | 林貴仁           | HK$7,385,836     | 馬楚成                    | 任賢齊、舒淇                                                                 |
| 2006 | 《傷城》                                              | 劉正熙           | HK$20,062,814    | 劉偉強 麥兆輝             | 金城武、舒淇、徐靜蕾、杜汶澤                                                 |
| 2007 | 《色，戒》                                            | 易先生           | HK$48,758,480    | 李安                      | 王力宏、湯唯、陳冲                                                           |
| 2008 | 《赤壁》                                              | 周瑜             | HK$24,258,591    | 吳宇森                    | 金城武、張震、林志玲、趙薇、張豐毅                                           |
| 2009 | 《赤壁－決戰天下》                                    | 周瑜             | HK$23,713,573    | 吳宇森                    | 金城武、張震、林志玲、趙薇、張豐毅                                           |
| 2009 | 《東邪西毒終極版》                                    | 盲武士           | HK$1,707,449     | 王家衛                    | 張國榮、張學友、林青霞、張曼玉、梁家輝、楊采妮、劉嘉玲                       |
| 2012 | 《大魔術師》                                          | 張賢             | HK$6,860,208     | 爾冬陞                    | 劉青雲、周迅                                                                 |
| 2012 | 《聽風者》                                            | 何兵             | HK$4,289,057     | 麥兆輝 莊文強             | 周迅、范曉萱、王學兵                                                         |
| 2013 | 《一代宗師》                                          | 葉問             | HK$21,292,885    | 王家衛                    | 章子怡、宋慧喬、張震、趙本山                                                 |
| 2016 | 《嘿瑪嘿瑪》                                          |                  | 未正式上映       | 宗薩欽哲仁波切            | 次仁多吉、周迅                                                               |
| 2016 | 《擺渡人》                                            | 陳末             | HK$3,350,064     | 張嘉佳                    | 金城武、Angelababy、陈奕迅、熊黛林                                           |
| 2018 | 《捉妖記2》                                           | 屠四谷           | HK$16,382,872    | 许诚毅                    | 白百何、井柏然、李宇春                                                       |
| 2018 | 《歐洲攻略》                                          | 林在風           | HK$2,127,482     | 馬楚成                    | 吳亦凡、唐嫣、杜鵑                                                           |
| 2021 | 《尚氣與十環幫傳奇》                                  | 徐文武           | HK$63,354,792    | 德斯汀·克萊頓             | 刘思慕、奥卡菲娜、張夢兒、陈法拉、杨紫琼、佛洛里安·蒙特亞努、本·金斯利、元华 |
| 2023 | 《無名》                                              | 何主任           |                  | 程耳                      | 王一博、周迅、王傳君                                                         |
| 2023 | 《風再起時》                                          | 南江             | HK$11,215,934    | 翁子光                    | 郭富城、譚耀文、周文健                                                       |
| 2023 | 《金手指》                                            | 程一言           | HK$43,497,702    | 莊文強                    | 劉德華、方中信、任達華、姜皓文                                               |
| 2025 | 《獵狐行動》                                          | 戴逸宸           |                  | 張立嘉                    | 段奕宏                                                                       |
| 2025 | 《寂靜的朋友》                                        |                  |                  | 埃涅迪·伊尔迪科           | 蕾雅·瑟杜                                                                    |
| 2025 | 《未知》                                              |                  |                  | 是枝裕和                  |                                                                              |
| 2027 | 《黑幫》                                              |                  |                  | 杜琪峯                    |                                                                              |

### MV
| 年份 | MV                       | 歌手     |
| ---- | ------------------------ | -------- |
| 2002 | 《The Name》             | The Name |
| 2023 | 《Cool With You》        | NewJeans |
| 2023 | 《社交恐懼癌》（劇場版） | 陳奕迅   |

## 電影獎項
| 年份 | 典禮類型                         | 獎項                    | 作品               | 結果 |
| ---- | -------------------------------- | ----------------------- | ------------------ | ---- |
| 1987 | 第6屆香港電影金像獎              | 最佳男主角              | 《地下情》         | 提名 |
| 1988 | 第7屆香港電影金像獎              | 最佳男配角              | 《人民英雄》       | 獲獎 |
| 1989 | 第9屆香港電影金像獎              | 最佳男配角              | 《殺手蝴蝶夢》     | 獲獎 |
| 1993 | 第12屆香港電影金像獎             | 最佳男配角              | 《辣手神探》       | 提名 |
| 1994 | 第31屆金馬獎                     | 最佳男主角              | 《重慶森林》       | 獲獎 |
| 1995 | 第1屆香港電影評論學會大獎        | 最佳男演員              | 《重慶森林》       | 提名 |
| 1995 | 第14屆香港電影金像獎             | 最佳男主角              | 《重慶森林》       | 獲獎 |
| 1996 | 第1屆香港電影金紫荊獎            | 最佳男主角              | 《流氓醫生》       | 提名 |
| 1998 | 第35屆金馬獎                     | 最佳男主角              | 《每天愛你8小時》  | 提名 |
| 1998 | 第3屆香港電影金紫荊獎            | 最佳男主角              | 《春光乍泄》       | 獲獎 |
| 1998 | 第17屆香港電影金像獎             | 最佳男主角              | 《春光乍泄》       | 獲獎 |
| 1998 | 第4屆香港電影評論學會大獎        | 最佳男演員              | 《春光乍泄》       | 提名 |
| 1998 | 第50屆坎城電影節                 | 最佳男演員              | 《春光乍泄》       | 提名 |
| 1999 | 第18屆香港電影金像獎             | 最佳男主角              | 《暗花》           | 提名 |
| 2000 | 第37屆金馬獎                     | 最佳男主角              | 《花樣年華》       | 提名 |
| 2000 | 第53屆坎城電影節                 | 最佳男演員              | 《花樣年華》       | 獲獎 |
| 2001 | 第7屆香港電影評論學會大獎        | 最佳男演員              | 《花樣年華》       | 提名 |
| 2001 | 第1屆華語電影傳媒大獎            | 最佳男主角              | 《花樣年華》       | 獲獎 |
| 2001 | 第25屆香港國際電影節             | 焦點演員                | 《花樣年華》       | 獲選 |
| 2001 | 第6屆香港電影金紫荊獎            | 最佳男主角              | 《花樣年華》       | 提名 |
| 2001 | 第20屆香港電影金像獎             | 最佳男主角              | 《花樣年華》       | 獲獎 |
| 2002 | 第9屆美國Chlotrudis Awards       | 最佳男主角              | 《花樣年華》       | 提名 |
| 2003 | 第22屆香港電影金像獎             | 最佳男主角              | 《無間道》         | 獲獎 |
| 2003 | 第3屆華語電影傳媒大獎            | 最受歡迎男演員          | 《無間道》         | 獲獎 |
| 2003 | 第40屆金馬獎                     | 最佳男主角              | 《無間道》         | 獲獎 |
| 2003 | 第8屆香港電影金紫荊獎            | 最佳男主角              | 《無間道》         | 獲獎 |
| 2003 | 第26屆十大中文金曲音樂會         | 十大中文金曲            | 《無間道》         | 獲獎 |
| 2004 | 第4屆華語電影傳媒大獎            | 最佳男主角              | 《地下鐵》         | 提名 |
| 2004 | 第4屆華語電影傳媒大獎            | 最受歡迎男演員          | 《地下鐵》         | 獲獎 |
| 2004 | 第8屆塔林黑夜電影節              | 最佳男主角              | 《2046》           | 獲獎 |
| 2004 | 第41屆金馬獎                     | 最佳男主角              | 《2046》           | 提名 |
| 2005 | 第10屆香港電影金紫荊獎           | 最佳男主角              | 《2046》           | 獲獎 |
| 2005 | 第11屆香港電影評論學會大獎       | 最佳男演員              | 《2046》           | 獲獎 |
| 2005 | 第5屆華語電影傳媒大獎            | 最佳男主角              | 《2046》           | 提名 |
| 2005 | 第24屆香港電影金像獎             | 最佳男主角              | 《2046》           | 獲獎 |
| 2007 | 第26屆香港電影金像獎             | 最佳男主角              | 《傷城》           | 提名 |
| 2007 | 第13屆香港電影評論學會大獎       | 最佳男演員              | 《傷城》           | 提名 |
| 2007 | 第44屆金馬獎                     | 最佳男主角              | 《色，戒》         | 獲獎 |
| 2008 | 第2屆亞洲電影大獎                | 最佳男主角              | 《色，戒》         | 獲獎 |
| 2008 | 第8屆華語電影傳媒大獎            | 最佳男主角              | 《色，戒》         | 提名 |
| 2008 | 第3屆亞洲卓越成就獎              | 最傑出電影男演員        | 《色，戒》         | 獲獎 |
| 2008 | 第1屆鐵象電影大賞                | 最佳男主角              | 《色，戒》         | 獲獎 |
| 2008 | 第23屆獨立精神獎                 | 最佳男主角              | 《色，戒》         | 提名 |
| 2008 | 第20屆香港專業電影攝影師學會     | 最具魅力男演員          | 《色，戒》         | 獲獎 |
| 2009 | 第28屆香港電影金像獎             | 最佳男主角              | 《赤壁》           | 提名 |
| 2013 | 第32屆香港電影金像獎             | 最佳男主角              | 《聽風者》         | 提名 |
| 2013 | 第9屆亞洲電影博覽會              | 傑出演員大獎            | 《一代宗師》       | 獲獎 |
| 2013 | 第56屆亞太影展                   | 最佳男主角              | 《一代宗師》       | 提名 |
| 2013 | 第50屆金馬獎                     | 最佳男主角              | 《一代宗師》       | 提名 |
| 2014 | 第4屆豆瓣電影鑫像獎              | 最佳男主角              | 《一代宗師》       | 獲獎 |
| 2014 | 第20屆香港電影評論學會大獎       | 最佳男演員              | 《一代宗師》       | 提名 |
| 2014 | 第8屆香港電影導演會年度大獎      | 最佳男主角              | 《一代宗師》       | 獲獎 |
| 2014 | 第14屆華語電影傳媒大獎           | 最佳男主角              | 《一代宗師》       | 提名 |
| 2014 | 第8屆亞洲電影大獎                | 最佳男主角              | 《一代宗師》       | 提名 |
| 2014 | 第33屆香港電影金像獎             | 最佳男主角              | 《一代宗師》       | 提名 |
| 2021 | 第20屆猶他影評人協會             | 最佳表演獎              | 《尚氣與十環傳奇》 | 獲獎 |
| 2022 | 第2屆評論家選擇超級獎            | 電影類-最佳反派         | 《尚氣與十環傳奇》 | 提名 |
| 2022 | 第2屆評論家選擇超級獎            | 電影類-超英片最佳男演員 | 《尚氣與十環傳奇》 | 提名 |
| 2023 | 第16屆亞洲電影大獎               | 最佳男主角              | 《風再起時》       | 獲獎 |
| 2023 | 第16屆亞洲電影大獎               | 亞洲電影貢獻榮譽大獎    | 不適用             | 獲獎 |
| 2023 | 第80届威尼斯电影节               | 金狮奖终身成就奖        | 不適用             | 獲獎 |
| 2023 | 第36届中国电影金鸡奖             | 最佳男主角              | 《無名》           | 獲獎 |
| 2024 | 第17屆亞洲電影大獎               | 最佳男主角              | 《金手指》         | 提名 |
| 2024 | 2023年度香港電影導演會年度大獎   | 最佳男主角              | 《金手指》         | 獲獎 |
| 2024 | 第2屆香港網絡影評人HIGHLIGHT大獎 | 最HIGHLIGHT男主角       | 《金手指》         | 獲獎 |
| 2024 | 第42屆香港電影金像獎             | 最佳男主角              | 《金手指》         | 獲獎 |

## 節目主持/司儀
| 年份        | 節目名                                                 |
| ----------- | ------------------------------------------------------ |
| 1982-1983年 | 《》                                                   |
| 1983年      | 《勁歌金曲》                                           |
| 1983年      | 《週末雷射之自成一格》（與劉德華、陳百強共同主持）     |
| 1985年      | 《第四屆新秀歌唱大賽》（與鄧麗盈共同主持）             |
| 1988年      | 《博愛歡樂傳萬家》（與鄭裕玲、鍾保羅、林穎嫻共同主持） |
| 1989年      | 《歡樂滿東華》                                         |
| 1990年      | 《星光熠熠耀保良》（與劉嘉玲、鄭丹瑞、李美鳳共同主持） |
| 1990年      | 《萬千星輝賀台慶》                                     |
| 1991年      | 《媽媽真的愛您》（與陳敏兒、陳秀雯共同主持）           |
| 1992年      | 《歡樂今宵之石堅藝壇50年》                             |

## 音樂作品

### 正規專輯
| # | 專輯名稱     | 專輯類型      | 發行公司 | 發行日期      | 曲目 |
| - | ------------ | ------------- | -------- | ------------- | --- |
| 1 | 朦朧夜雨裡   | 粵語大碟      | 華星唱片 | 1986年10月    | 曲目 1. 朦朧夜雨裡 2. 野櫻桃 3. 瘋狂搖擺樂 4. 泠水千杯 5. 沒法抗拒妳的愛 6. 對妳著迷 7. 點頭說可以 8. 時光倒車 9. 未出現空間 10. 從心底想妳                                                                                          |
| 2 | 誰願         | 粵語大碟      | 華星唱片 | 1988年1月     | 曲目 1. 誰願 2. Love Me In The Night 3. 迷惘 4. 留我枕邊 (無線電視劇《新紮師兄1988》插曲) 5. 潮流由我創 6. 情改變 7. 高速戰士 8. Mr. Lonely 9. 告訴我吧 10. 衝刺 (無線電視劇《新紮師兄1988》主題曲)                                  |
| 3 | 一天一點愛戀 | 國語大碟      | 金點唱片 | 1993年5月     | 曲目 1. 我會傷了你的心 2. 一天一點愛戀 3. 躲開你的眼睛 4. 不言不語也可以温柔 5. 我不是好情人 6. 只怪當时 7. 愛到世界末日后 8. 你是如此難以忘記 9. 凡塵俗世裡的夢 10. 情深處回頭                                                      |
| 4 | 為情所困     | 國語大碟      | 金點唱片 | 1994年        | 曲目 1. 为情所困 2. 沧桑 3. 因为我不放心 4. 人都会变 5. 旧爱新伤 6. 伤心的情人 7. 只怕留不住你 8. 不流泪的舞台 9. 预谋 10. 昨夜情深                                                                                                  |
| 5 | 日與夜       | 粵語大碟      | 藝能動音 | 1994年9月13日 | 曲目 1. 其实我怕爱上你 2. 没痛苦 3. 没结果偏遇上 4. 旁观者的故事 5. 一切为你好 6. 追梦人 7. 过去四分零五秒 8. 爱情酿的酒 9. 原来不懂得恋爱 10. 马德里的情人                                                                          |
| 6 | 從前…以後    | 粵語大碟      | 藝能動音 | 1995年7月     | 曲目 1. 病人 2. 从前 3. 初恋 4. 今夜星光依然闪烁 5. 一切是个梦 6. 水塘 7. 无风的晚上 8. 的士高 9. 肉体关系 10. 出海 11. 我喜欢不喜欢 12. 不走不珍 13. 香口珠 14. 最珍惜仍然是你 15. 故事的名字 16. 草地灑水機 17. 看破红尘 18. 医生  |
| 7 | 錯在多情     | 國語大碟      | 金點唱片 | 1995年        | 曲目 1. 爱只是一个字 2. 用情最深的人 3. 单人床 4. 何必清楚 5. 错在多情 6. 心碎边缘 7. 冲突 8. 苦衷 9. 还好多喝了一点 10. 只要星光依旧灿烂                                                                                            |
| 8 | 風沙         | 國語/粵語大碟 | 環球唱片 | 2002年        | 曲目 1. 风沙 2. 名字 3. 无间道（劉德華合唱） 4. 最后一支舞 5. 问号 6. 我很需要你（楊千嬅合唱） 7. 趁幸福毁灭之前 8. 这次是真的 9. 明星（粤语）（張曼玉口白） 10. 无间道（粤语）（劉德華合唱） 11. 有爱错无放过（粤语）（楊千嬅合唱） |

### EP
| # | 專輯名稱 | 專輯類型 | 發行公司 | 發行日期      | 曲目 |
| - | -------- | -------- | -------- | ------------- | --- |
| 1 | 一生一心 | 粵語EP   | 藝能動音 | 1994年1月20日 | 曲目 1. 一生一心 2. 一天一点爱恋(Unplugged Version) 3. 一生一心（机场版） 4. 你是如此难以忘记(Blue Version) 5. 一生一心(Instrumental) |
| 2 | 花樣年華 | 國語EP   | 環球唱片 | 2000年        | 曲目 1. 花樣年華（吳立琪合唱） 2. 應該看過 3. 挑逗 4. 面對面                                                                          |

### 精選專輯
| # | 專輯名稱         | 專輯類型      | 發行公司 | 發行日期 | 曲目 |
| - | ---------------- | ------------- | -------- | -------- | --- |
| 1 | 難以忘記的你     | 粵語精選      | 華星唱片 | 1993年   | 曲目 1. 朦朧夜雨裡 2. 潮流由我創 3. 迷惘 4. 情改變 5. 點頭說可以 6. Mr. Lonely 7. 未出現空間 8. 冷水千杯 9. 沒法抗拒妳的愛 10. 從心底想妳                                                                                              |
| 2 | 難以忘記情歌精選 | 國語/粵語精選 | 藝能動音 | 1996年   | 曲目 1. 你是如此難以忘記 2. 一天一點愛戀 3. 為情所困 4. 只怕留不住妳 5. 我會傷了你的心 6. 傷心的情人 7. 滄桑 8. 偷偷愛你 9. 最珍惜仍然是你 10. 一生一心 11. 獨奏悲歌 12. 無限次 13. 原來不懂得戀愛 14. 馬德里的情人 15. 其實我怕愛上你 |

### 合輯
| # | 專輯名稱   | 專輯類型 | 發行公司 | 發行日期   | 曲目 |
| - | ---------- | -------- | -------- | ---------- | --- |
| 1 | 我心中有愛 | 國語合輯 | 美日唱片 | 1989年10月 | 曲目 1. 我心中有愛 2. You are my everything 3. 告訴她 4. 我知道你要我 5. Daddy's home 6. 去年冬夜裡（吳岱融主唱） 7. 戀的預感（吳岱融主唱） 8. Sometimes when we touch 9. 愛情俘虜（吳岱融主唱） 10. 我心中有愛（演奏曲） |

### 單曲
| 發行日 | 歌曲                                  | 語言 | 專輯                       |
| 1984年 | 劍伴誰在╱梁朝偉                       | 粵語 | 《倚天屠龍記》電視劇主題曲 |
| 1986年 | 衝刺╱梁朝偉                           | 粵語 | 《新紮師兄》電視劇主題曲   |
| 1987年 | 雄霸天下╱梁朝偉、呂方                 | 粵語 | 《大運河》電視劇主題曲     |
| 1988年 | 願你知我心╱梁朝偉                     | 粵語 | 《絕代雙驕》電視劇主題曲   |
| 1988年 | 情絲牽我心╱梁朝偉                     | 粵語 | 《絕代雙驕》電視劇插曲     |
| 2002年 | 喜相逢╱王菲、梁朝偉                   | 國語 | 《天下無雙》電影原聲帶     |
| 2002年 | 醉一場╱王菲、梁朝偉                   | 國語 | 《天下無雙》電影原聲帶     |
| 2002年 | 天下無雙天啦地啦╱ 王菲、梁朝偉        | 國語 | 《天下無雙》電影原聲帶     |
| 2002年 | 天下無雙天啦地啦 （B版）╱王菲、梁朝偉 | 國語 | 《天下無雙》電影原聲帶     |

### 音樂特輯
- 1992年：現代愛情戀曲–野花 (與林憶蓮合演)
- 1993年：柏斯毚思我愛你- (與王菲和鄭丹瑞合演)
- 1994年：勁歌金曲劇場版–心窗 (與林憶蓮合演)

## 音樂獎項
| 年份 | 頒獎典禮                       | 獎項                       | 作品                           | 結果 |
| ---- | ------------------------------ | -------------------------- | ------------------------------ | ---- |
| 1993 | TVB勁歌金曲第三季季選          | 季選得獎歌曲               | 《一天一點愛》                 | 獲獎 |
| 1993 | TVB勁歌金曲第四季季選          | 季選得獎歌曲               | 《你是如此難以忘記》           | 獲獎 |
| 1993 | 叱咤樂壇流行榜頒獎典禮         | 叱咤樂壇全國專業推介 銅獎  | 《你是如此難以忘記》           | 獲獎 |
| 1993 | TVB十大勁歌金曲頒獎典禮        | 最受歡迎國語歌曲獎 銀獎    | 《你是如此難以忘記》           | 獲獎 |
| 1993 | TVB十大勁歌金曲頒獎典禮        | 最佳作曲                   | 《你是如此難以忘記》（周治平） | 獲獎 |
| 1993 | 第十六屆十大中文金曲頒獎音樂會 | 最佳唱片監製獎             | 《一天一點愛》（周治平）       | 獲獎 |
| 1993 | 新城勁爆家族音樂大賞           | 新城勁爆形象突出男歌手     | 不適用                         | 獲獎 |
| 1994 | TVB勁歌金曲第一季季選          | 季選得獎歌曲               | 《一生一心》                   | 獲獎 |
| 2000 | TVB十大勁歌金曲頒獎典禮        | 最受歡迎國語歌曲獎 銀獎    | 《花樣年華》（吳恩琪合唱）     | 獲獎 |
| 2000 | 第一屆雪碧—我的選擇            | 全國至尊金曲、最佳合唱歌曲 | 《花樣年華》                   | 獲獎 |
| 2000 | 第二屆音樂風雲榜               | 年度最佳影視歌曲(港台)     | 《花樣年華》                   | 獲獎 |
| 2003 | 第22屆香港電影金像獎           | 最佳原創電影歌曲           | 《無間道》（劉德華合唱）       | 獲獎 |
| 2003 | TVB勁歌金曲第一季季選          | 最佳合唱歌曲               | 《無間道》                     | 獲獎 |

## 派台歌曲成績
| 派台歌成績                 | 派台歌成績       | 派台歌成績 | 派台歌成績 | 派台歌成績 | 派台歌成績 | 派台歌成績                                   |
| -------------------------- | ---------------- | ---------- | ---------- | ---------- | ---------- | -------------------------------------------- |
| 唱片                       | 歌曲             | 903        | RTHK       | 997        | TVB        | 備註                                         |
| 1986年                     |                  |            |            |            |            |                                              |
| 朦朧夜雨裡                 | 朦朧夜雨裡       |            | 8          |            | 4          |                                              |
| 朦朧夜雨裡                 | 對妳著迷         |            | -          |            | -          |                                              |
| 1993年                     |                  |            |            |            |            |                                              |
| 一天一點愛                 | 一天一點愛       | 2          | 3          | -          | 1          |                                              |
| 一天一點愛                 | 你是如此難以忘記 | 2          | 4          | -          | 7          |                                              |
| 一天一點愛                 | 我會傷了你的心   | 7          | -          | -          | -          |                                              |
| 1994年                     |                  |            |            |            |            |                                              |
| 一生一心                   | 一生一心         | 1          | 1          | 1          | 1          | 四台冠軍歌                                   |
| 難以忘記情歌精選           | 無限次           | 4          | ×          | ×          | ×          | 叱吒903廣播劇《初戀無限次》主題曲            |
| 為情所困                   | 為情所困         | 8          | 4          | -          | -          |                                              |
| 為情所困                   | 只怕留不住你     | 17         | 9          | -          | -          |                                              |
| 為情所困                   | 傷心的情人       | 20         | -          | -          | -          |                                              |
| 日與夜                     | 原來不懂得戀愛   | 3          | 13         | -          | -          |                                              |
| 日與夜                     | 馬德里的情人     | 5          | 3          | -          | -          |                                              |
| 日與夜                     | 其實我怕愛上你   | 16         | 9          | -          | -          |                                              |
| 難以忘記情歌精選           | 獨奏悲歌         | 13         | -          | -          | -          |                                              |
| 1995年                     |                  |            |            |            |            |                                              |
| 從前…以後                  | 從前             | 6          | 5          | -          | -          |                                              |
| 從前...以後                | 最珍惜仍然是你   | 8          | 10         | -          | -          |                                              |
| 從前...以後                | 今夜星光依然閃爍 | -          | 20         | -          | -          |                                              |
| 2000年                     |                  |            |            |            |            |                                              |
| 花樣年華                   | 花樣年華         | 2          | 2          | 1          | 1          | 與吳恩琪合唱                                 |
| 花樣年華                   | 應該看過         | 18         | -          | -          | -          |                                              |
| 2002年                     |                  |            |            |            |            |                                              |
| 《天下無雙》電影原聲大碟   | 天下無雙天啦地啦 | 7          | -          | -          | -          | 與王菲合唱 電影《天下無雙》主題曲            |
| 風沙                       | 無間道           | 1          | 1          | -          | 1          | 三台冠軍歌 與劉德華合唱 電影《無間道》主題曲 |
| 2003年                     |                  |            |            |            |            |                                              |
| 《地下鐵》電影音樂原聲大碟 | 星之碎片         | 5          | -          | -          | ×          | 與楊千嬅合唱 電影《地下鐵》主題曲            |

| 各台冠軍歌總數 | 各台冠軍歌總數 | 各台冠軍歌總數 | 各台冠軍歌總數 | 各台冠軍歌總數    |
| -------------- | -------------- | -------------- | -------------- | ----------------- |
| 903            | RTHK           | 997            | TVB            | 備註              |
| 2              | 2              | 2              | 4              | 四台冠軍歌總數：1 |

- （*）代表上榜中
- （×）代表沒有派往該台

## 評選與票選
- 2018	亞洲卓別林電影人士藝術成就獎
- 2015	法國藝術與文學軍官勳章
- 2013	美國《紐約雜誌》(New York Magazine) 評選的“男性眼中的四十位美男子”之一
- 2011	香港影視娛樂博覽“形象大使”	獲獎
- 2011年榮獲美國同志雜誌《Out》票選為男同志最想偷情對象之一
- 2011年榮獲上海東方傳媒集團旗下新娱樂主辦「内地觀眾看香港電影30年大調查」為「最能代表香港的男演員」第1名
- 2010年榮獲美國有線電視網CNN評選「香港最美男藝人」排名第2名
- 2010年榮獲美國有線電視網CNN旗下CNNGO評選為「史上25位最偉大的亞洲演員」之一
- 2010年榮獲香港國際影視展評選為「亞洲最賣座的亞洲男電影明星」之一
- 2010年英國電影雜誌《帝國》評選2000-2009年度百部佳片-梁朝偉主演《英雄》入選
- 2010年獲日本《東北亞明星流行娛樂寫真誌》(ASIAN POPS MAGAZINE) 2009年「亞洲流行藝能大賞」(Asian Pops Awards) 最佳藝人第4名
- 2010年《讀者文摘》中文版票選香港「最受信賴人物」第35名
- 2009年榮獲美國《娛樂周刊》網絡版「50位必看演員」之一
- 2009年榮獲美國《娛樂周刊》評選「最性感24位非美籍影星」之一(最性感演出《花樣年華》)
- 2009年榮獲新加坡《Her World》雜誌「我們愛的50個男人」（50 Men We Love）
- 2009年媒體評審團「80后新生代娱樂大明星」評選活動獲「最受歡迎藝人」與「最具魅力藝人」
- 2009年榮獲國際在線娛樂頻道「全球娛樂熱勢力2009最红人」網路評選活動港台區第8名
- 2008年獲美國《娛樂周刊》評選好萊塢迷魂影星之一
- 2008年網友票選「全球娛樂熱勢力2009最紅人」港台最紅人網路評選第10名
- 2008年榮獲百度電影公社周年慶「2008娱樂沸點最熱門港台男演員」
- 2008年榮獲香港電影攝影師協會「專業電影攝影師眼中最具魅力男演員獎」
- 2008年榮獲中國媒體第四屆「2008華人最美50人」第2名
- 2008年榮獲日本雜誌《Cut》評選為當年度「50位最活躍藝人」之一 （《色戒》）
- 2008年台灣PTT(BBS網站)第四屆票選人氣藝人「年度最佳人氣男藝人」第4名
- 2008年台灣《Career》雜誌票選「上班族心目中的夢幻情人」第4名
- 2007年榮獲《Men's Uno》評選為「年度百大亞洲魅力男人」之一
- 2007年榮獲香港新聞媒體評選「娛樂圈50位最具影響力的人」第22名
- 2007年香港TVB官方刊物評選十大經典港劇-梁朝偉主演《鹿鼎記》第2名、《新扎師兄》第8名
- 2007年榮獲中國南方報業、别克林蔭大道評選為「2007十大影響力精英」之一
- 2007年中國門户網站「網易」票選「最想嫁的男星是誰」第3名
- 2007年台灣《Career》雜誌票選「10大男性一日情人」第2名
- 2007年搜狐網友票選「我心目中最有價值單身漢」第1名
- 2006年榮獲美國著名文化刊物《村聲》(Village Voice) 選出2005年度「世界百大演員」第13名
- 2006年榮獲《Men's Uno》邀集亞洲十大時尚媒體總編輯評選亞洲「2006年度最佳衣著男士」第1名
- 2006年榮獲國際女性雜誌《Elle》中文版評選為「中國十大型男」之一
- 2006年《Elle》亞洲區「ELLE Style Awards風格人物大賞」-梁朝偉入圍「最具風格男演員」
- 2006-2010年擔任「香港影視娛樂博覽」的影視娛樂大使
- 2006年香港國際影視展網路票選活動「最星魅非凡男」
- 2006年美國《娱樂周刊》「年度最佳銀幕情侣」評選2005年10對銀幕情侣，《2046》梁朝偉和章子怡名列第7
- 2005年美國《紐約雜誌》(New York Magazine) 評選《2046》梁朝偉與章子怡床戲為「最美性愛鏡頭」
- 2005年獲美國好萊塢媒體尊稱為「亞洲的馬龍·白蘭度」
- 2005年榮獲日本女性雜誌《an.an》評選2005年「最受歡迎亞洲明星」第4名
- 2005年獲時尚雜誌《BAZZAR》國際選美協會票選「亞洲TOP20美型男」入選
- 2005年中國網路票選香港十大氣質男星榮獲最具靈氣的香港男星
- 2005年《君子》(Esquire)雜誌中國版評選第二屆「時尚先生」候選人
- 2005年中國電影表演藝術學會主辦「中國電影百年百位優秀演員」的評選活動入選
- 2005年台灣TVBS娛樂新聞票選粉領族「夢中情人」第1名
- 2005年《突破雜誌》網路票選「十大消費者心目中最喜歡的廣告代言人」第6名
- 2004年演出《2046》獲法國媒體讚譽為「亞洲的克拉克蓋博」
- 2004年演出《2046》獲義大利媒體譽為「東方的馬龍‧白蘭度」
- 2004年榮獲韓國觀眾評選為「最佳古裝男演員」第2名
- 2003年榮獲にほんELLE NOVIE評選為當代亞洲最有魅力男演員
- 2003年榮獲台北之音Hit Fm聯播網與法商柏格國際事業調查「最有男人味藝人」第4名
- 2001年榮獲北京中央電視台評選「全國最受歡迎十大藝人」第2名
- 2001年榮獲《香港tvb指南雜誌》評選的「tvb巨星一百人大排名」第7名
- 1999年香港最傑出衣着獎、傳媒眼中最傑出衣着人事
- 1999年香港渣打銀行白金才俊獎
- 1997年獲同志票選十大夢中情人男子組第1名
- 1995年日本《香港電影通信》票選香港95年十大港片─梁朝偉主演《新難兄難弟》獲第1名
- 1994年《民生報》主辦「十大最受歡迎偶像」第7名
- 1984年 《十大明星金球獎》華僑晚報十大明星金球獎（電視）

## 榮譽博士
2024年11月23日獲香港科技大學頒授榮譽博士。
2024年12月5日獲香港演藝學院頒授榮譽博士。

## 外部連結
- 中文電影資料庫─梁朝偉（页面存档备份，存于）
- 梁朝偉官方Instagram （页面存档备份，存于）
- 梁朝偉的新浪微博
- 梁朝偉的官方抖音號 （页面存档备份，存于）
- 澤東經紀公司的新浪微博
- （英文） 梁朝偉 英文網站（页面存档备份，存于）
- 梁朝偉在互联网电影资料库（IMDb）上的資料（英文）
- 梁朝偉在香港影庫上的簡介
- 梁朝偉在豆瓣上的资料（简体中文）
- 梁朝偉在时光网上的簡介（简体中文）
- 在AllMovie上梁朝偉的頁面（英文）

Template:Navbox
#invoke:Navbox
#invoke:NavboxV2
Template:NavboxV2
#invoke: Navbox
Template:Authority control